# 索尔拉达
索尔拉达（西班牙語：Sorlada）是西班牙纳瓦拉的一个市镇。总面积6平方公里，总人口50人（2001年），人口密度8人/平方公里。